# Елизабет Ницше
Елизабет Фьорстер-Ницше (10 юли 1846 – 8 ноември 1935) е сестра на германския философ Фридрих Ницше и съпруга на един от идеолозите на антисемитизма Бернхард Фьорстер. Посмъртно издава и сборник с последните бележки на Ницше под заглавието „Воля за власт“. През 1894 г. тя става основател на Архива на Ницше.